# Vincenzo Consolo
Vincenzo Consolo (Sant'Agata di Militello, 18 de febrero de 1933 – Milán, 21 de enero de 2012) fue un escritor italiano.
Consolo nació en Sant'Agata di Militello, pero residió en Milán desde 1969 hasta su muerte. Comenzó su carrera literario en 1963, pero consiguió la atención del público en 1976 con Il sorriso dell’ignoto marinaio y se convirtió en una escritor premiado y reconocido.
En 2008 fue a Lisboa para una conferencia en el Istituto Italiano di Cultura, donde se encontró con el poeta portugués Casimiro de Brito y Anna Luisa Pignatelli. Sobre esta última, hizo los comentarios de su novela "Nero Toscano".
Vincenzo Consolo ganó el Premio Strega Prize con Nottetempo Casa per Casa donde se centra en el ascenso del fascismo en la Sicilia de 1920. También fue reconocido como doctor honoris causa por la Universidad de Palermo. En 1994 ganó el Premio Internazionale Unione Latina.
Premios
- Premio Strega - 1992
- Nino Martoglio International Book Award - 1999